# Ремершен

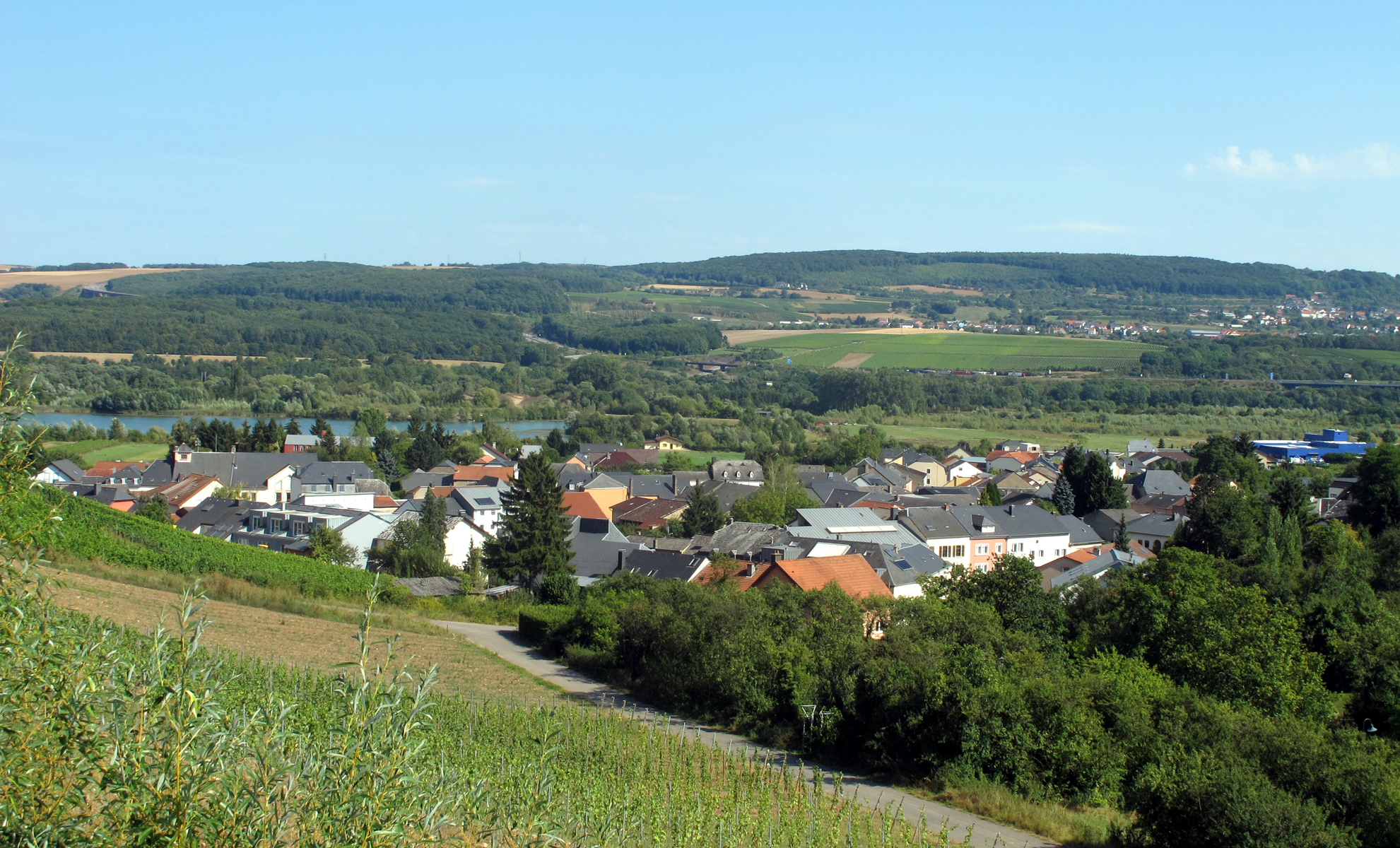
Вид на Ремершен

Ремершен (люкс. Rëmerschen) — бывшая коммуна и ныне жилой винодельческий городок на юго-востоке Люксембурга, сейчас носящей название Шенген, недалеко от точки границ Германии, Франции и Люксембурга.
Название коммуны «Шенген» было ею приобретено в современности. Совет коммуны в городе Ремершен 18 января 2006 года решил переименовать коммуну в Шенген. Палата депутатов проголосовала 13 июля 2006 г. за закон , разрешающий переименовывание. Он был опубликован 30 августа 2006 г. Закон вступил в силу через три дня, и 3 сентября 2006 года название коммуны Ремершен было изменено на Шенген.

## Известность
Город известен своим организатором вечеринок «Club des Jeunes», который проводит грандиозные вечеринки, такие как карнавальный праздник «Musel am Dusel». 

## Коммуны Ремерешена
- Бус
- Дальхейм
- Ленинген
- Мондорф-ле-Бен
- Ремих
- Шенген
- Штадтбредимус
- Вальдбредимус